# 海老名站
海老名站（日语：／ Ebina eki */?）位於日本神奈川縣海老名市，是小田急電鐵、相模鐵道（相鐵）、東日本旅客鐵道（JR東日本）3間公司的鐵路車站。

## 停靠路線
此站有小田急的小田原線、相鐵的本線、JR東日本的相模線3條路線停靠，是轉乘站。小田急電鐵與相模鐵道各路線都設有車站編號。
- 小田急電鐵： 小田原線 - 車站編號「OH 32」
- 相模鐵道： 本線 - 車站編號「SO18」
- JR東日本：■ 相模線

相鐵本線以此站為終點站。

## 歷史

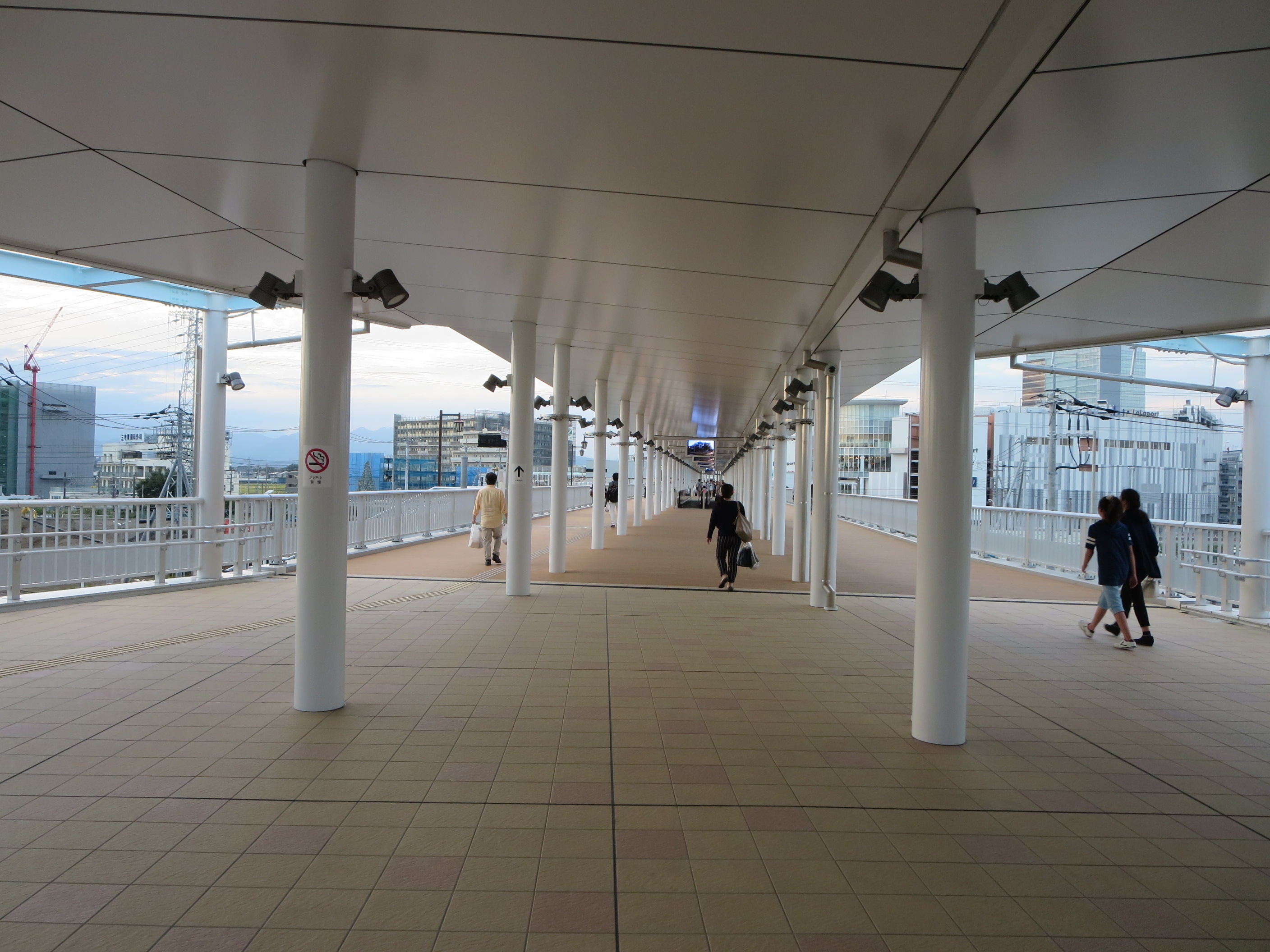
西口自由通道（2015年10月3日）

### 小田急電鐵
- 1941年（昭和16年）11月25日：開業。當時僅有神中鐵道線（之後的相鐵本線）。
- 1943年（昭和18年）4月1日：鄰接的海老名國分站廢止，小田原線車站開始營運。
- 1972年（昭和47年）12月18日：全部「急行」都停靠此站。同時海老名電車基地啟用。
- 1973年（昭和48年）12月21日：往小田原方向遷移約400公尺。
- 2004年（平成16年）12月11日：成為「快速急行」「區間準急」的停靠站。
- 2007年（平成19年）
  - 3月18日：IC卡PASMO啟用。
- 2008年（平成20年）
  - 2月3日：關閉臨時剪票口與連結臨時剪票口及相鐵線的連絡通道。
  - 3月30日：完成本站－厚木間的高架工程。
- 2009年（平成21年）3月29日：啟用小田急－相鐵間的新連絡通道。
- 2010年（平成22年）
  - 8月20日：自由通道完成。小田急Marche海老名開幕。
  - 11月3日：本站使用生物股長樂曲《SAKURA》作為進站音樂。
- 2012年（平成24年）3月17日：廢止本站與新松田站的列車分離、合併作業。
- 2016年（平成28年）3月26日：部分浪漫特快班次停靠本站。

### 相模鐵道
- 1941年（昭和16年）
  - 1月20日：開始建設相模國分－海老名間（0.5公里）的新線。
  - 11月25日：開業。同時橫濱至小田急線相模厚木（現本厚木）開始運行。
- 1964年（昭和39年）11月5日：終止至本厚木的班次。
- 1973年（昭和48年）12月21日：移至現址。
- 2007年（平成19年）3月18日：IC卡PASMO啟用。
- 2009年（平成21年）
  - 6月：月台拓寬工程完工。更新發車標。
  - 8月：更新進站廣播內容。
- 2020年度（預定）：北口（新剪票口與站房、站前廣場）完工。

### JR東日本
- 1987年（昭和62年）
  - 3月21日：開業。為日本國有鐵道（國鐵）車站[1]。建設費等全由海老名市負擔[1]。
  - 4月1日：國鐵分割民營化，為JR東日本車站。
- 2001年（平成13年）11月18日：IC卡Suica啟用。
- 2006年（平成18年）11月16日：自動驗票閘門完工。
- 2011年（平成23年）3月：站房翻新工程完工（無障礙化）。
- 2015年（平成27年）10月：自由通道完成。

## 車站結構

### 小田急電鐵
本站是島式月台2面4線的地面車站（跨站式站房）。為站長所在站，管理相模大野管區海老名管內的相武台前站 - 厚木站。車站編號OH 32。除部分浪漫特快外，全部定期列車在本站停車進行緩急接續與待避。2016年3月26日改點起，部分浪漫特快班次加停本站。
過去小田急在本站與相模大野站進行列車的分離、合併作業，2002年3月23日改點起大多移往新松田站，2008年3月15日改點後大幅取消，2012年3月17日的改點將浪漫特快以外的營業列車中途分離、合併完全廢除。
2012年3月16日以前，平日、周六日的小田原4:53發車往新宿的急行班次（6輛編組，本厚木以前為各站停車）在本站於前方連結空車4輛，成為10輛編組。同樣的，平日、周六日新宿23:35發車往小田原的最末班急行班次（本厚木起為各站停車）在本站分離後邊4輛，成為6輛編組。3月17日起，小田原4:55發車往相模大野急行（6輛編組，本厚木前為各站停車）在相模大野與始發往新宿急行接駁，同時平日、周六日新宿23:35發車最終往小田原的最末班急行班次以10輛編組運行。列車分離、合併作業原則上在1號月台（下行線）與4號月台（上行線）進行。
2010年11月3日起，本站與本厚木站以海老名市、厚木市出身的音樂團體生物股長歌曲《SAKURA》』作為進站音樂。這次繼使用《超人力霸王》』樂曲的祖師谷大藏站後的第2例。

#### 車站改良
2009年5月31日起，開放新宿側樓梯，解除平日6點30分至8點30分3、4號月台電扶梯僅能往上的限制。另外，增設兩台入站專用的自動驗票閘門。同年12月13日起增加一處剪票口，分別為原來的中央剪票口（有人）與新設的西口剪票口（無人）。同時中央剪票口與售票處往新宿方向移動。
2010年5月16日起，廁所開放使用，站務室往中央剪票口小田原方向移動，售票處也往左側移動，臨時廁所關閉。接著進行月台墊高與地板鋪設工程。
2009年3月29日，小田急－相鐵間的新設聯絡通道啟用。2010年8月20日自由通道完工，站體內的小田急Marche海老名開幕。

#### 無障礙設施
剪票口至各月台間有電梯一座、電扶梯兩座。電梯於2007年5月12日、電扶梯於2008年2月3日啟用。另外，改良工程期間的2008年2月至2009年5月，上行月台電扶梯於平日6:30～8:30僅能往上（月台→剪票層）。

#### 廁所
位於付費區內大廳，為男女獨立的多功能廁所。2010年5月16日移至現地，過去位於下行月台。

#### 其他設備
- 投幣式置物櫃
- 橫濱銀行ATM
- 快照機
- 自動體外心臟去顫器 (AED) 位於付費區內大廳自動精算機旁。
- 神奈川縣警察（日语：神奈川県警察）鐵道警察隊（日语：鉄道警察隊）海老名分駐所 - 源自日本國有鐵道（國鐵）的鐵道公安室，是第一處設於JR以外車站的鐵道警察隊據點。

#### 月台配置
| 月台 | 路線     | 方向 | 目的地                       |
| ---- | -------- | ---- | ---------------------------- |
| 1、2 | 小田原線 | 下行 | 小田原、箱根湯本方向         |
| 3、4 | 小田原線 | 上行 | 相模大野、新宿、千代田線方向 |

主本線為2號線與3號線，1號線與4號線為待避線。
西側於座間站方向有小田急線的車輛基地（海老名檢車區）、1日有數班始發列車。也是小田急的四個電車區、車掌區之一（海老名電車區、車掌區），每年10月中旬周末舉行「家庭鐵道展」。機庫內有初代3000形浪漫特快「SSE」。1號與4號月台在夜間會停放10輛編組列車。

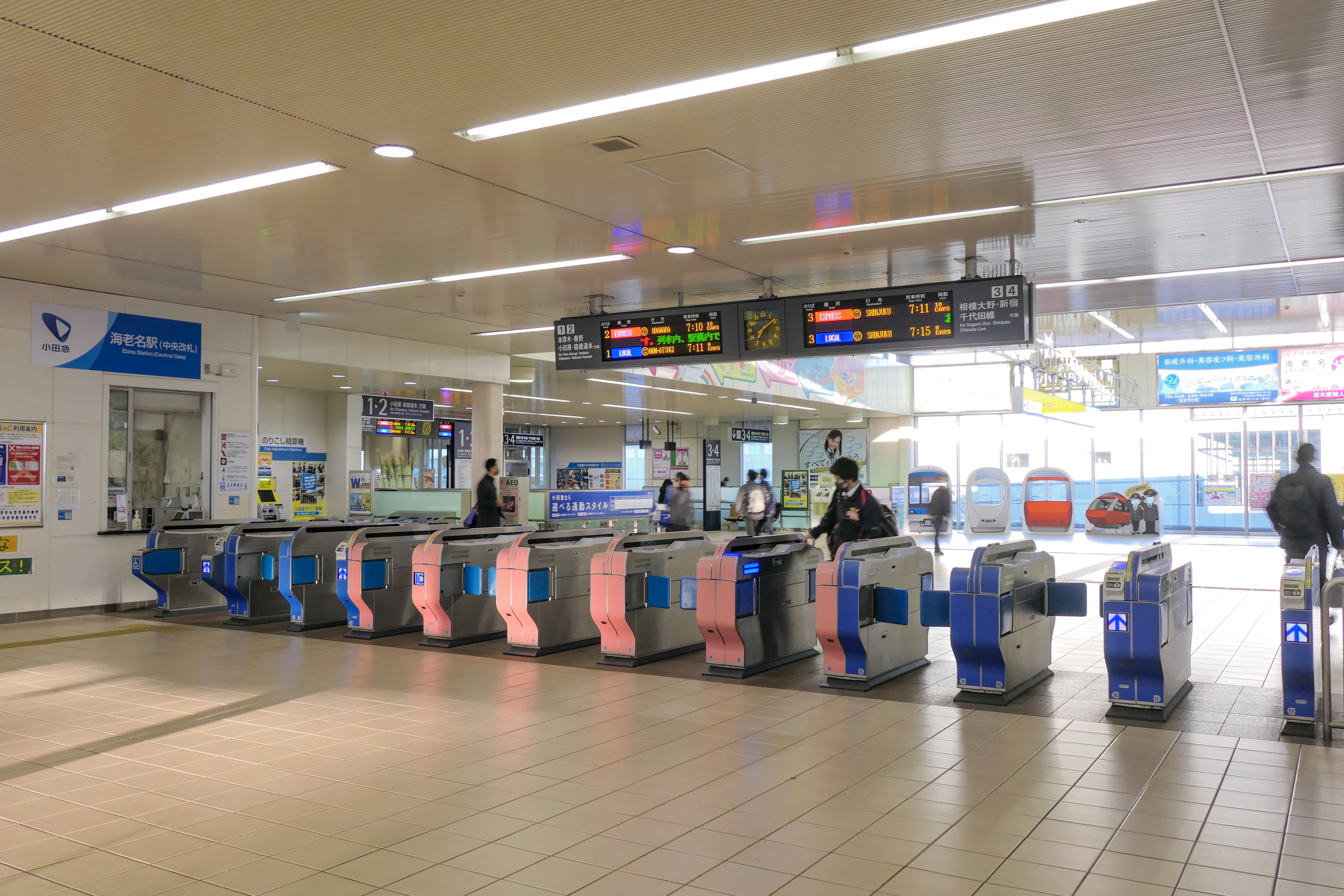
中央檢票口(2021年11月)
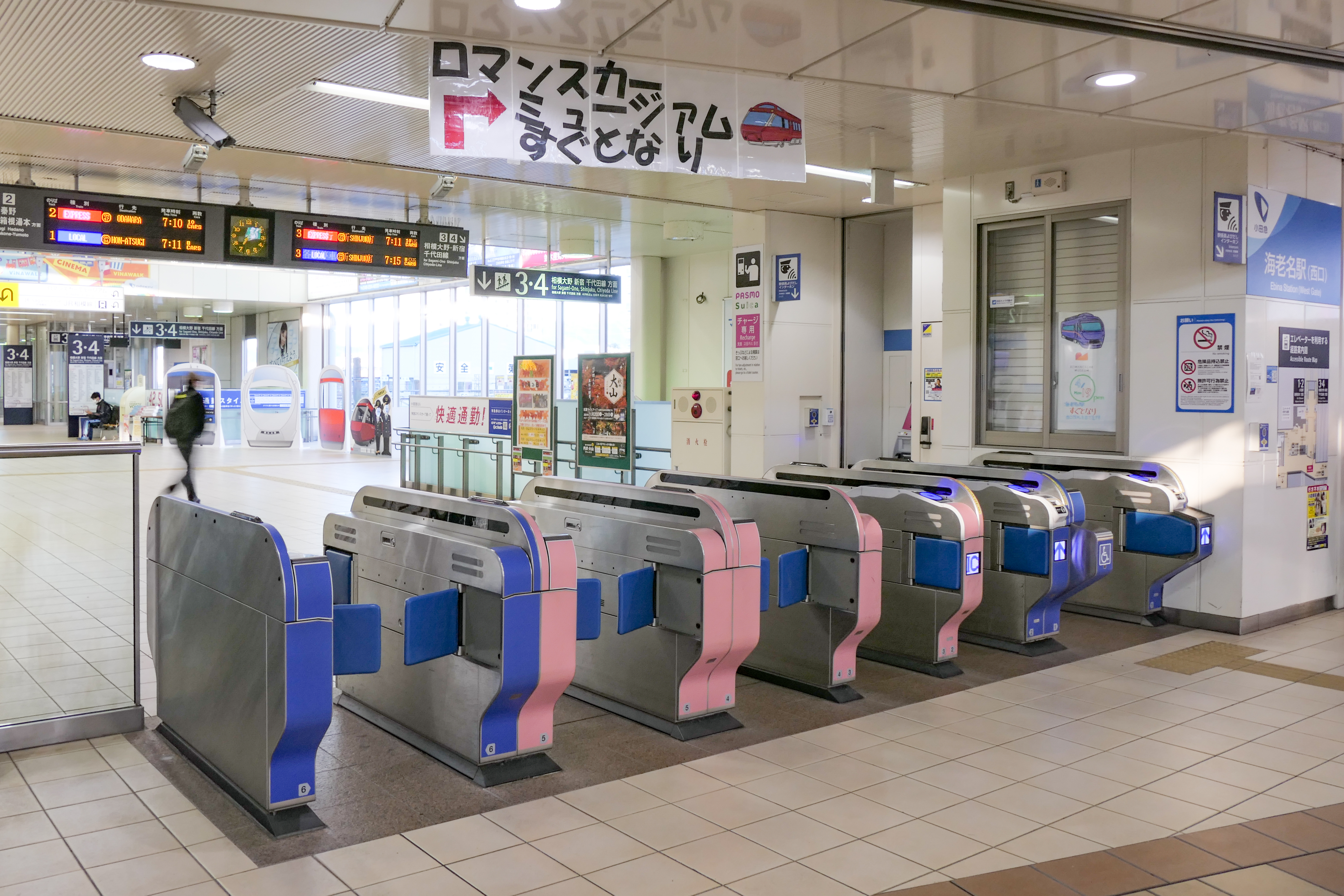
西檢票口(2021年11月)
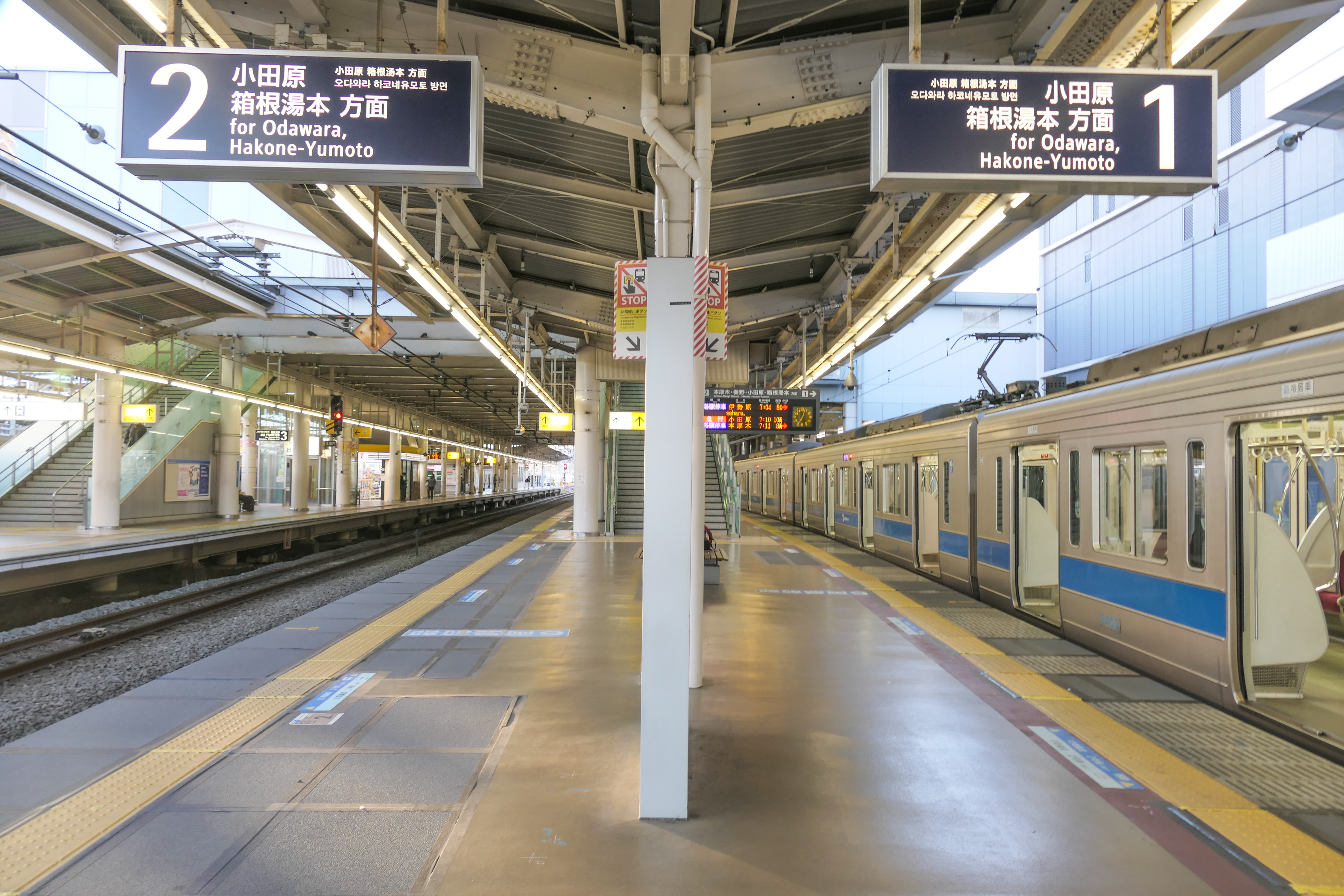
1號與2號月台（2021年11月）
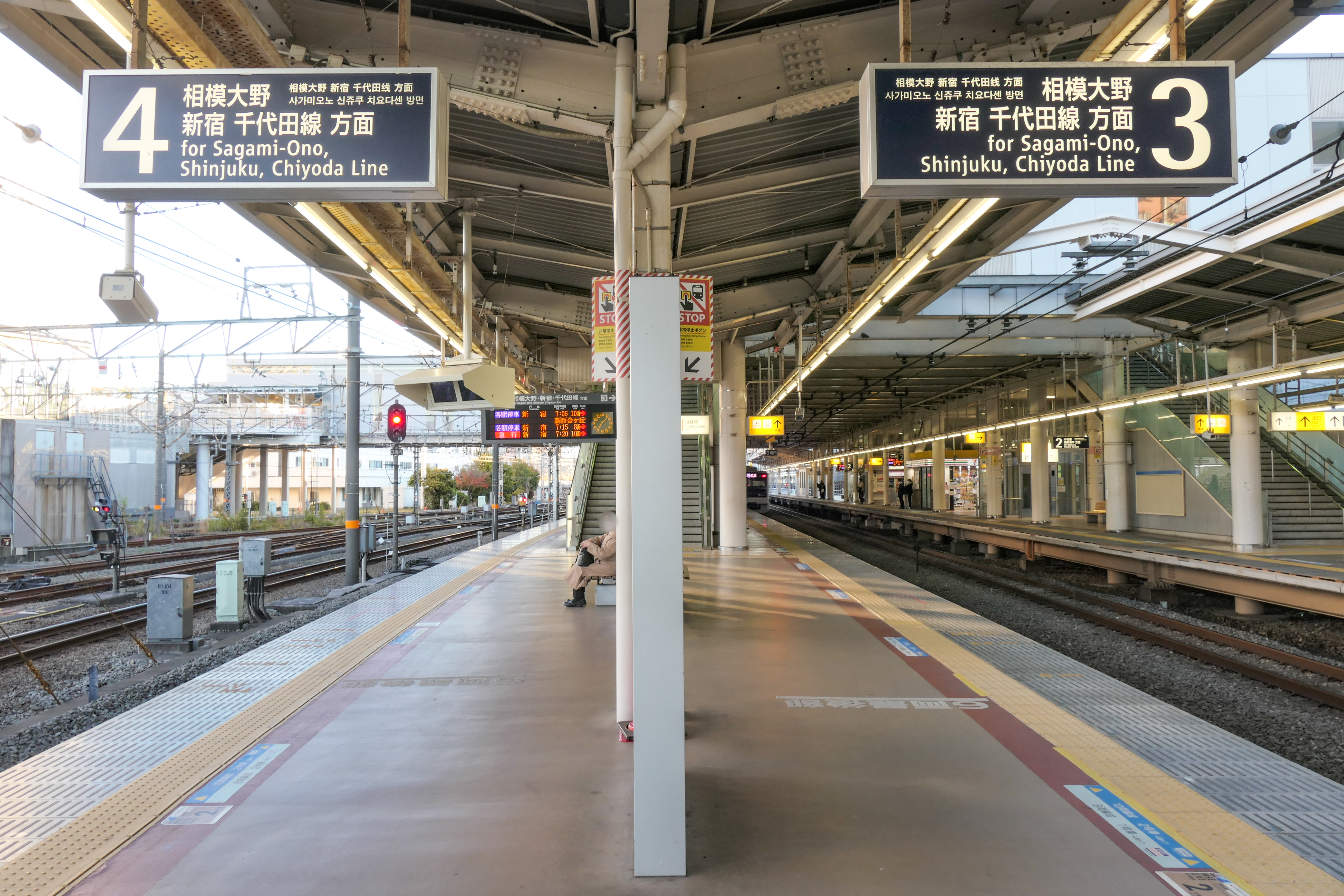
3號與4號月台(2021年11月)
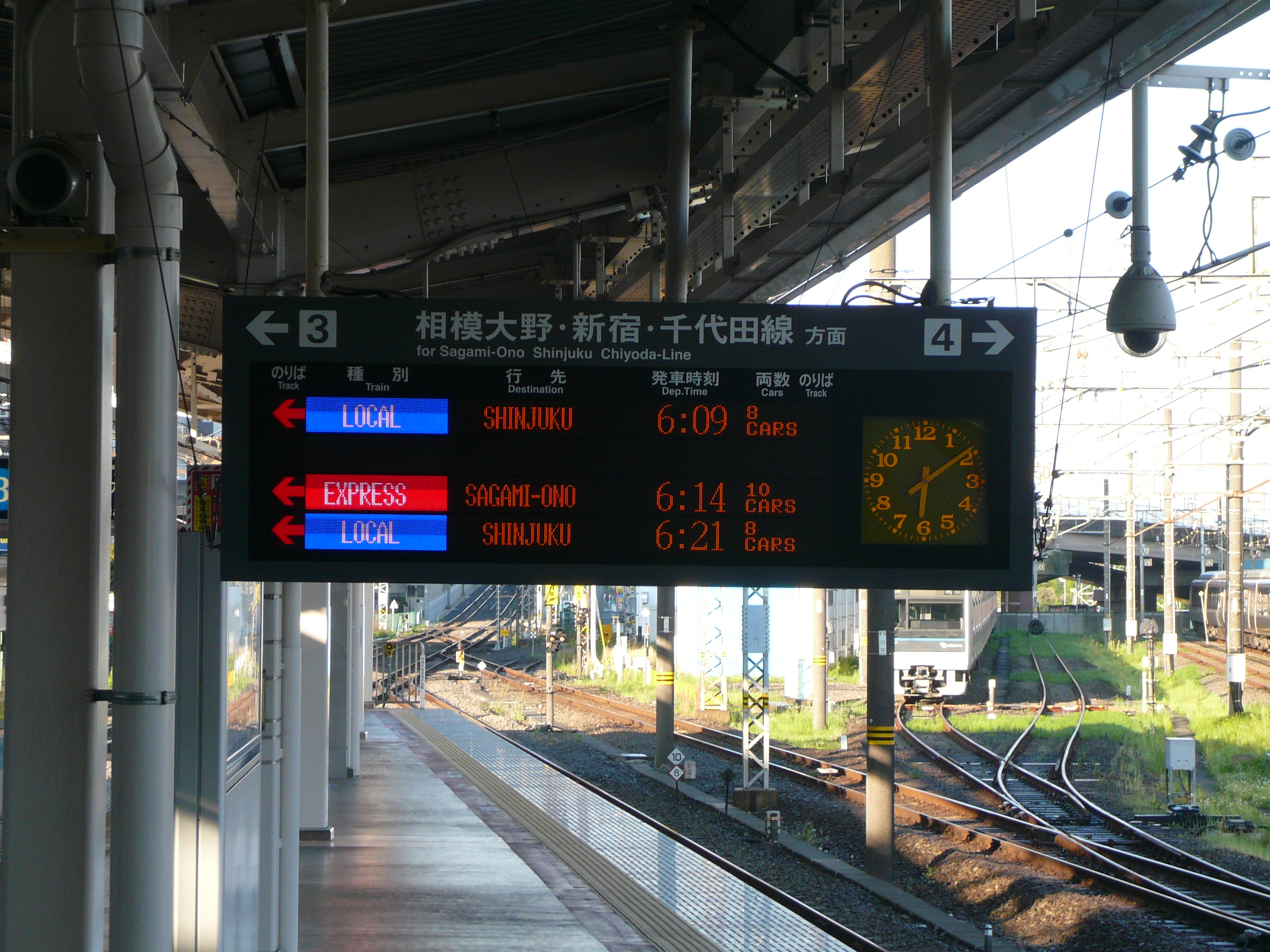
列車資訊顯示器（2012年5月5日）
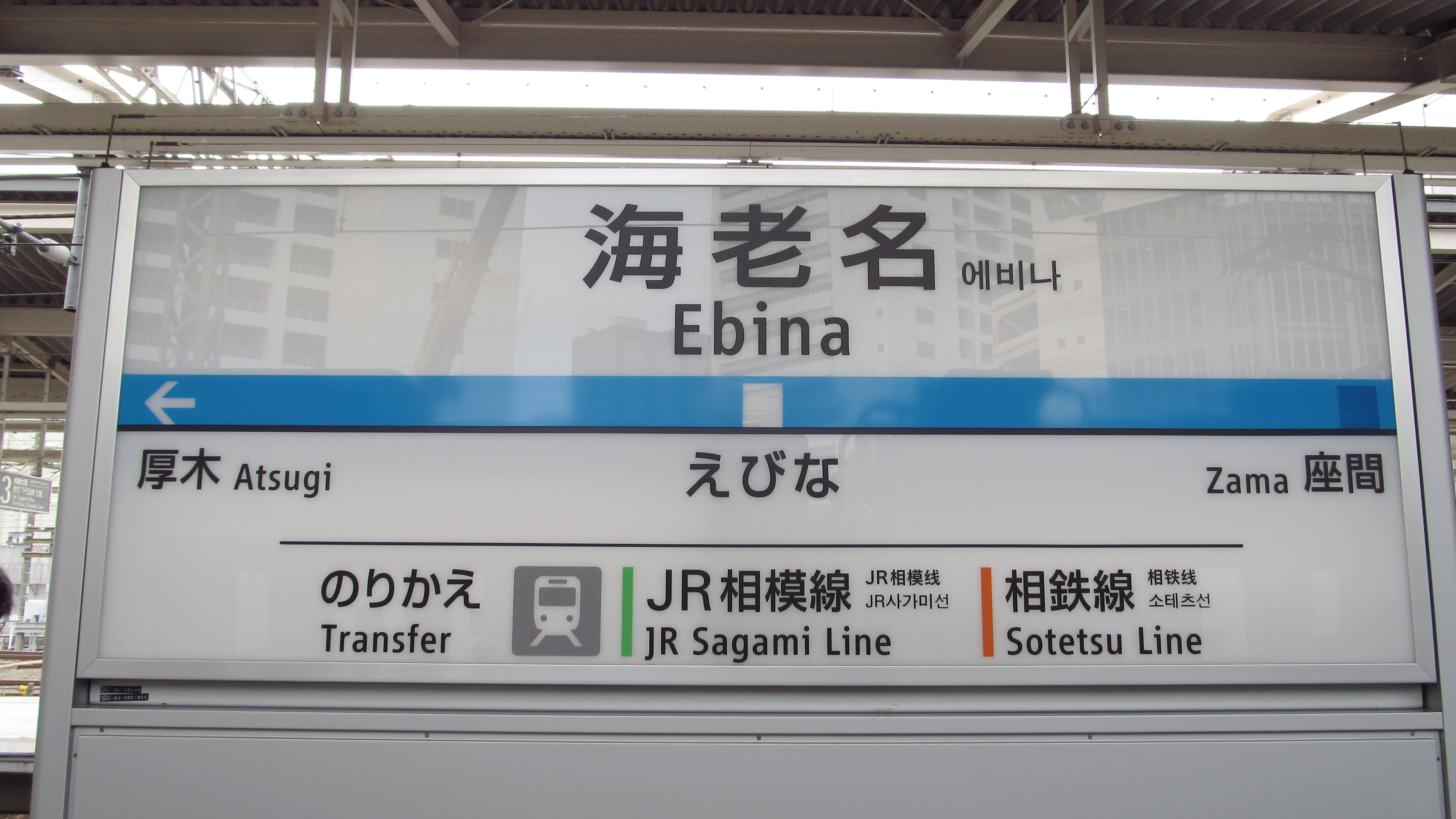
站名標（2013年7月26日）

### 相模鐵道
島式月台1面2線地上車站。設於小田急電鐵月台的旁邊。剪票口僅有南側一處。本站管理海老名管區之本站 - 相模大塚站。車站編號SO18。
由於使用者自2004年度起連續3年上升，為了乘客安全，紓解尖峰時刻的月台人潮，決定將月台寬度從9公尺拓寬至13公尺。該工程撤除原先的2號線以獲得月台空間，並將作為電留線的3號線改為2號線。原先預定於2008年9月竣工，最後延至2009年6月才完工。同時發車標改為新樣式，同年8月更新自動廣播內容。

#### 無障礙設施
東口（站前廣場側）有兩座電扶梯，2006年12月20日啟用。另外，相鐵 - 小田急的通道有3座電扶梯與1台電梯，2009年3月29日啟用。

#### 廁所
位於付費區內，多功能廁所位於自動精算機旁。

#### 商店
- 京樽（日语：京樽）（付費區內）
- 相州蕎麥麵（付費區內）
- STATION IST（付費區外）
- 崎陽軒（日语：崎陽軒）（付費區外）
- 橫濱銀行ATM（付費區內外各1台）

#### 其他設備
付費區內設有AED。

#### 月台配置
| 月台 | 路線 | 目的地                         |
| ---- | ---- | ------------------------------ |
| 1、2 | 本線 | 大和、二俁川、橫濱、新橫濱方向 |

- JR相模線海老名站東側往厚木操車場（日语：厚木操車場）方向有相鐵厚木線（日语：相鉄厚木線），未設車站與信號場等設備。

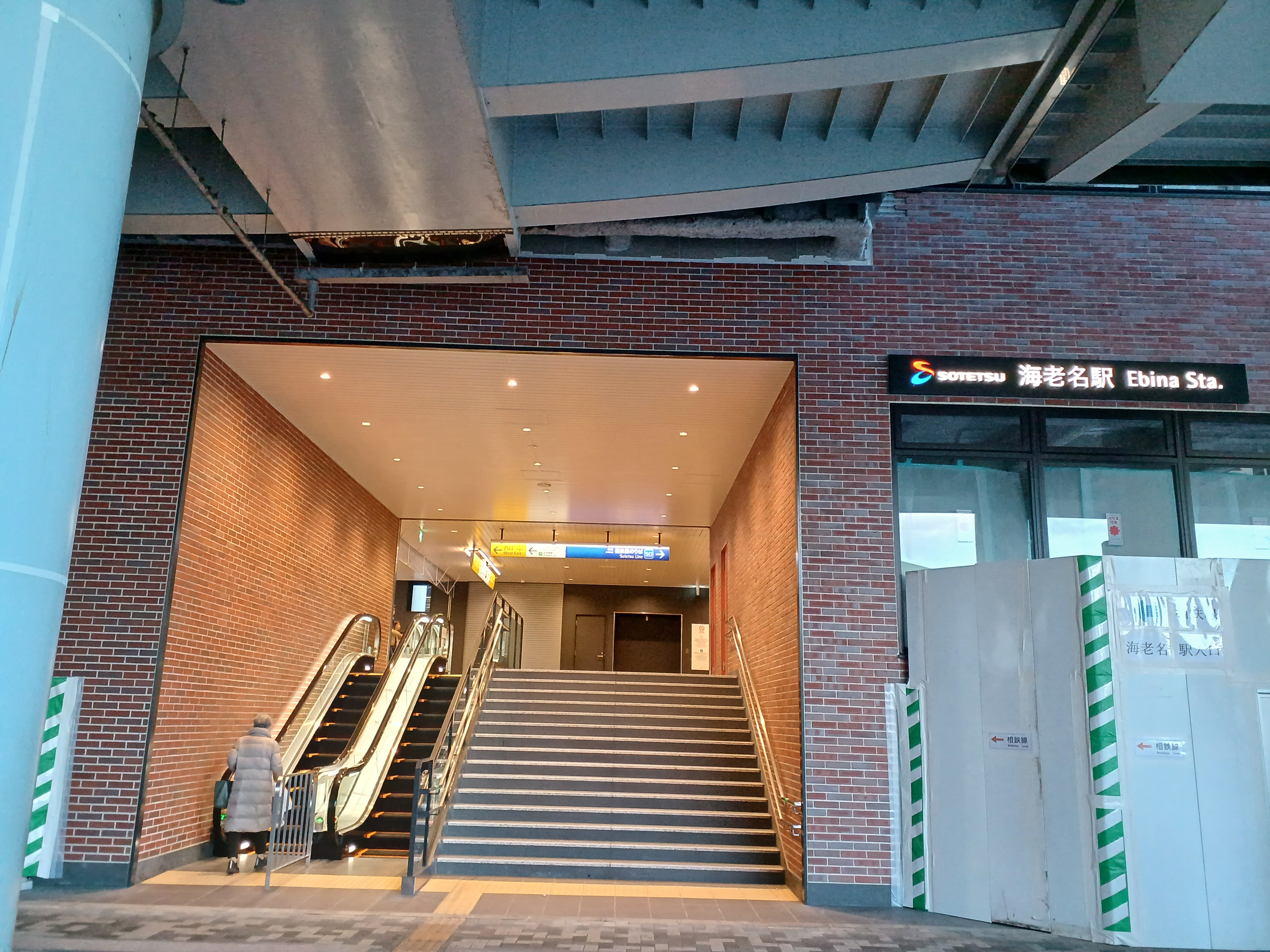
東地面出入口(2022年12月)
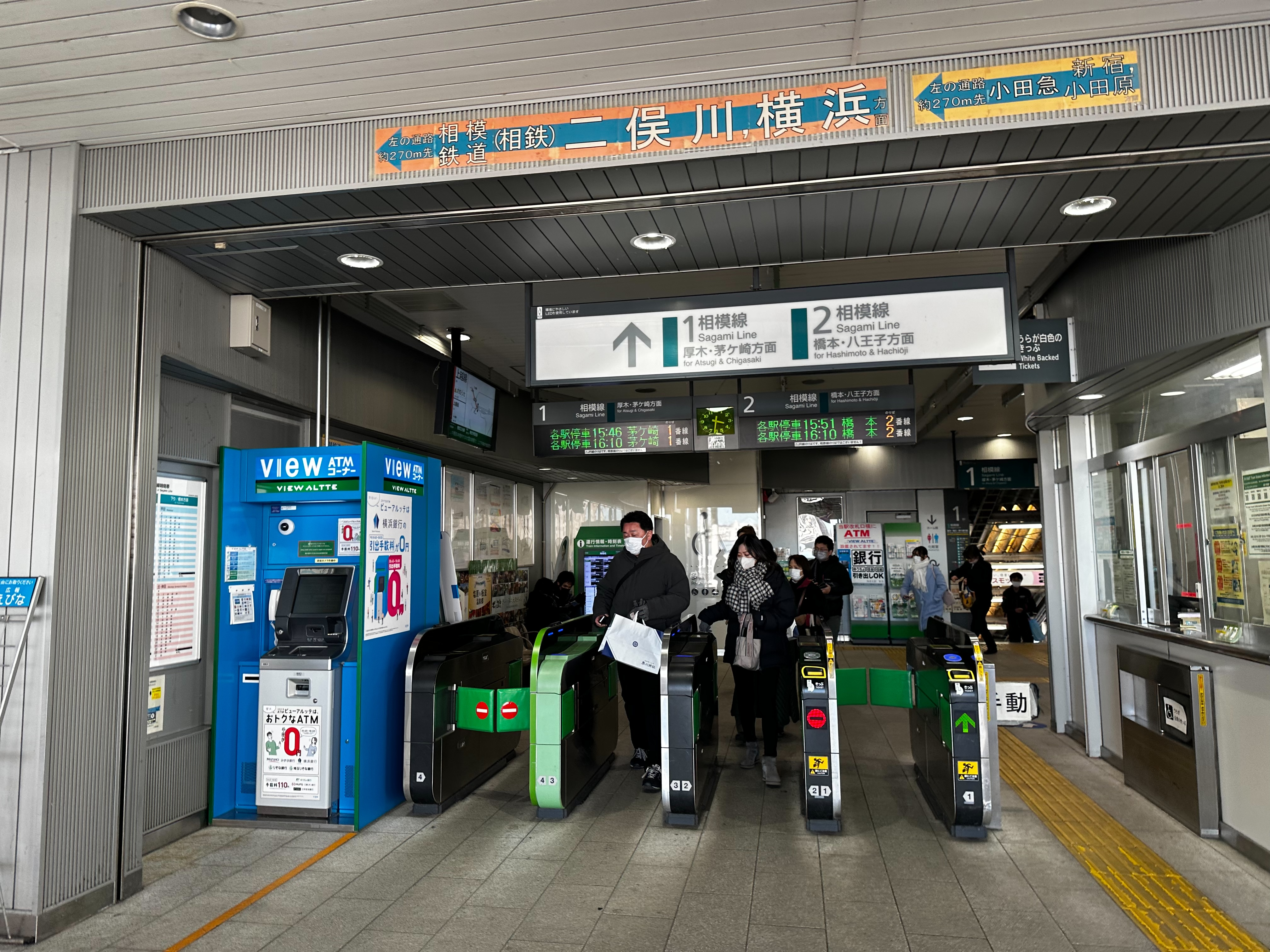
驗票口(2023年1月)
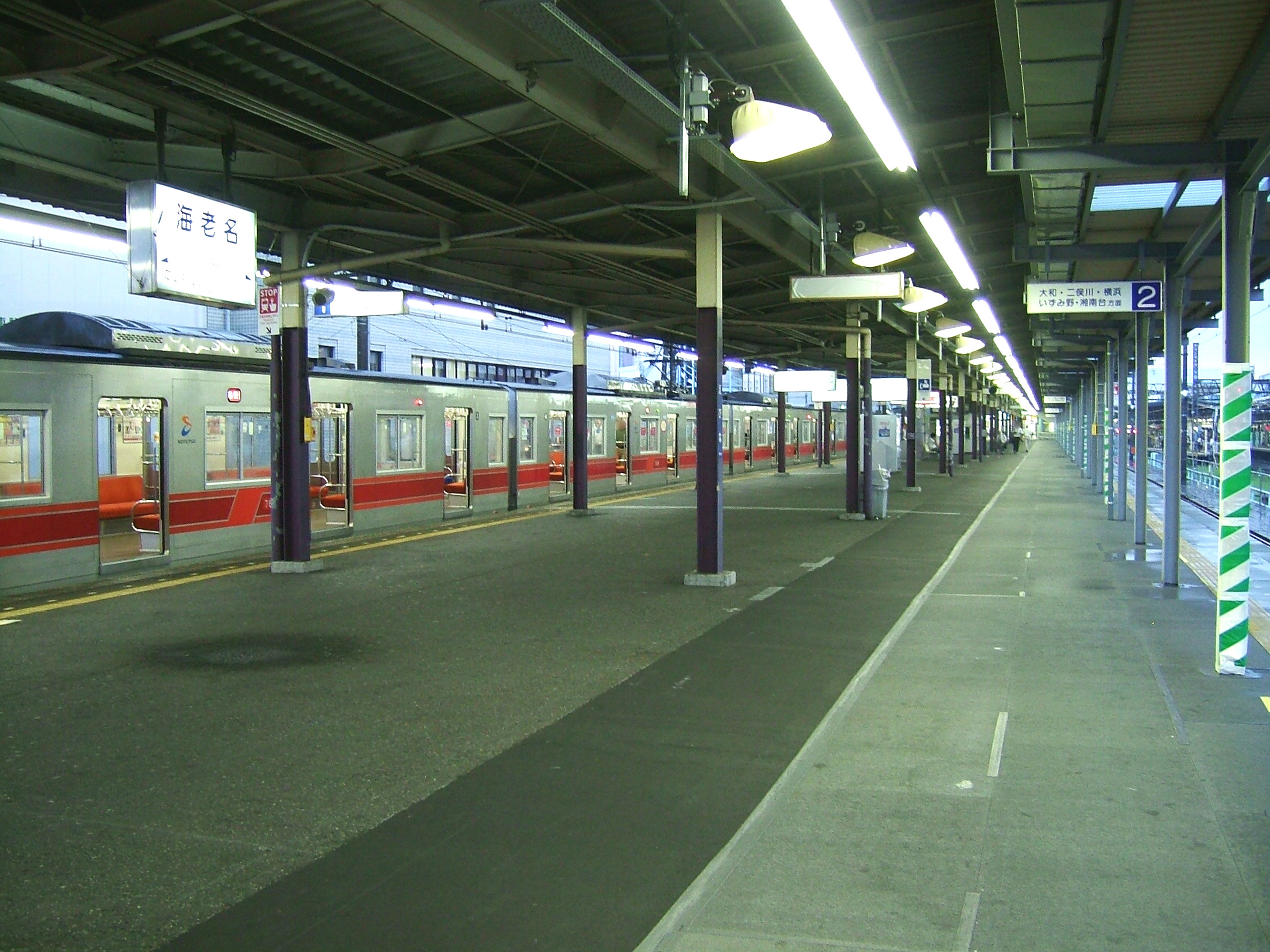
月台（2008年9月）

### JR東日本
島式月台1面2線的橋上車站。小田急、相鐵站與JR站之間有自由通路連接。步行所需時間約3分鐘。是相模線最新的獨立車站。
月台、站房位於小田急、相鐵月台西側稍遠位置，過去小田急、相鐵車站與JR車站之間僅有無遮蔽的自由通道（自由通道步行所需時間約3分鐘，以兩月台往來時間計算共需小7分鐘左右）。因此，2015年10月完成設有電動步道的新自由通道，車站周邊也隨之進行再開發。
本站為直營站（配有站長），管理厚木站與入谷站。站房內有綠色窗口（7:00 - 20:00）、自動售票機、自動驗票閘門（Suica自動加值功能）、自動精算機。2011年3月，站內電梯啟用。

#### 月台配置
| 月台 | 路線    | 方向 | 目的地           |
| ---- | ------- | ---- | ---------------- |
| 1    | ■相模線 | 上行 | 厚木、茅崎方向   |
| 2    | ■相模線 | 下行 | 橋本、八王子方向 |

（來源：JR東日本:車站構內圖 （页面存档备份，存于））
- 東側為相模鐵道的貨物線路（相鐵厚木線）。與相模線厚木站之間設分岐器、線路可以互通。
- 設數班往茅崎行的始發列車。
- 在全相模線中，本站是極少數設有安全側線的車站。
- 相模線車內廣播沒有小田急線與相鐵線的轉乘資訊。

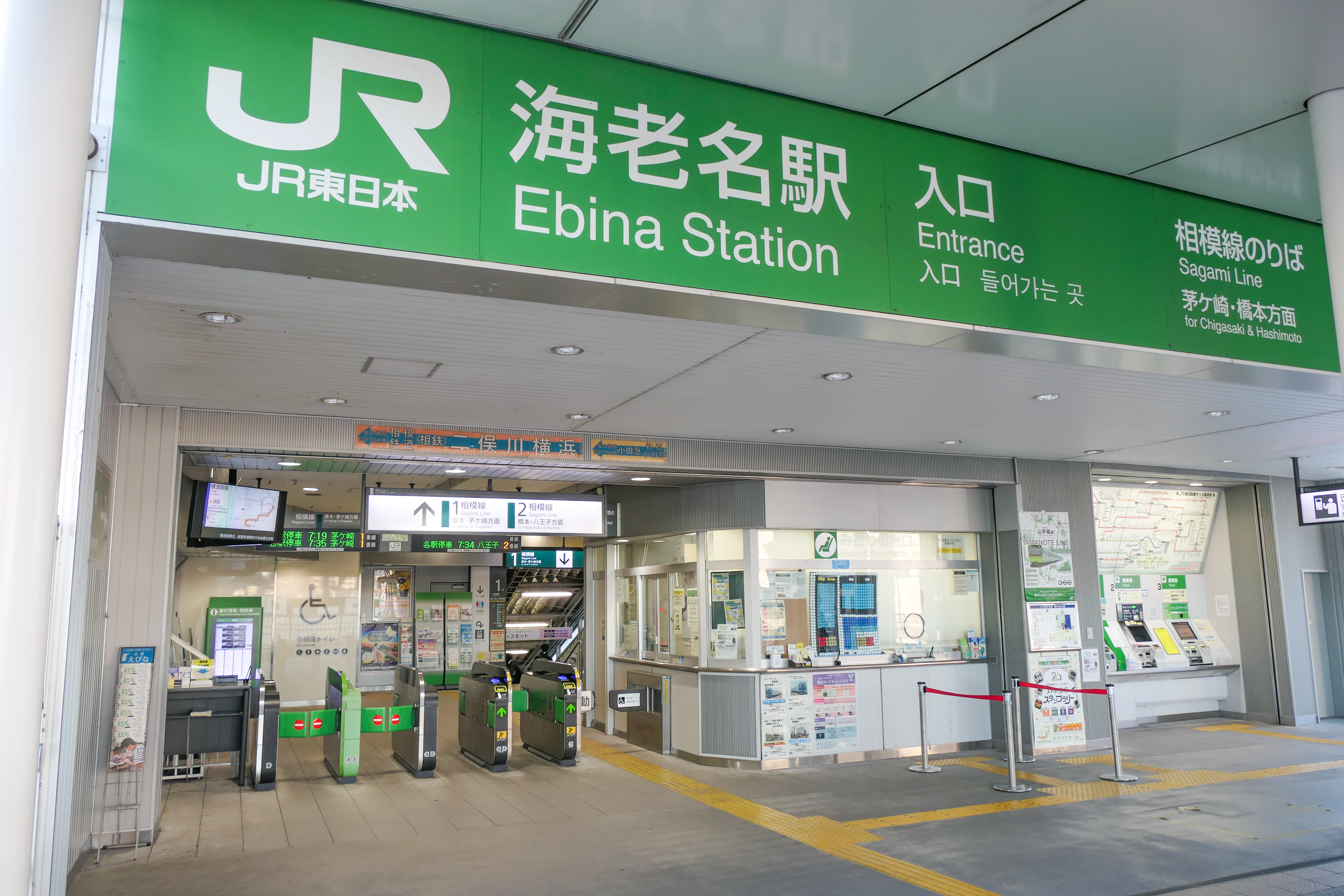
驗票口（2021年11月）
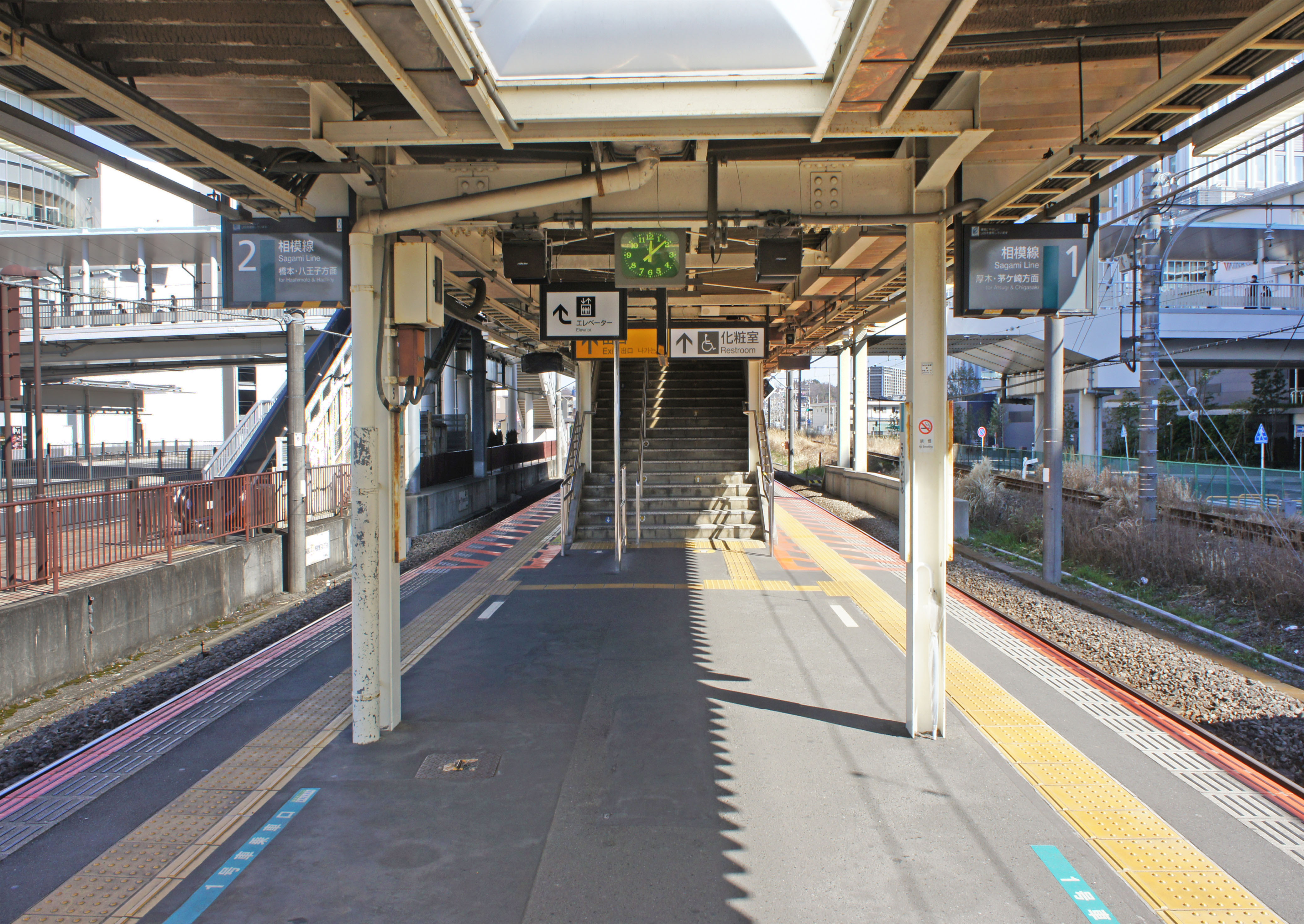
1號與2號月台（2022年2月）

## 使用情況
- 小田急電鐵 - 2017年度1日平均上下車人次為150,570人[利用客数 1]。
該公司全部70個車站當中排名第7位。
- 相模鐵道 - 2017年度1日平均上下車人次為123,102人[利用客数 2]。
該公司車站中僅次於橫濱站排名第2位。
- JR東日本 - 2019年度1日平均上車人次為14,307人[利用客数 3]。是相模線使用人數最多的中間站。

隨著再開發事業的進行，2015年起使用人數大幅成長。小田急規劃在本站附近建設「浪漫特快博物館」（預計2021年春季開幕）。
近年1日平均上下車人次變化如下（JR除外）。
| 年度               | 小田急電鐵         | 小田急電鐵 | 相模鐵道           | 相模鐵道 |
| 年度               | 1日平均 上下車人次 | 增長率     | 1日平均 上下車人次 | 增長率   |
| ------------------ | ------------------ | ---------- | ------------------ | -------- |
| 1943年（昭和18年） | 736                |            |                    |          |
| 1946年（昭和21年） | 4,320              |            |                    |          |
| 1950年（昭和25年） | 6,448              |            |                    |          |
| 1955年（昭和30年） | 8,095              |            |                    |          |
| 1960年（昭和35年） | 11,917             |            |                    |          |
| 1965年（昭和40年） | 21,832             |            |                    |          |
| 1970年（昭和45年） | 36,199             |            |                    |          |
| 1975年（昭和50年） | 55,568             |            |                    |          |
| 1980年（昭和55年） | 81,674             |            |                    |          |
| 1982年（昭和57年） | 87,461             |            |                    |          |
| 1985年（昭和60年） | 105,741            |            |                    |          |
| 1990年（平成02年） | 130,530            |            |                    |          |
| 1995年（平成07年） | 142,018            |            |                    |          |
| 1999年（平成11年） |                    |            | 123,092            |          |
| 2000年（平成12年） | 128,427            |            | 119,519            | −2.9%    |
| 2002年（平成14年） | 131,652            |            |                    |          |
| 2003年（平成15年） | 130,732            | −0.7%      | 115,918            | −1.5%    |
| 2004年（平成16年） | 131,850            | 0.9%       | 116,524            | 0.2%     |
| 2005年（平成17年） | 133,132            | 1.0%       | 117,323            | 0.7%     |
| 2006年（平成18年） | 136,523            | 2.5%       | 119,086            | 1.5%     |
| 2007年（平成19年） | 137,183            | 0.5%       | 119,547            | 0.7%     |
| 2008年（平成20年） | 135,012            | −1.6%      | 116,616            | −2.7%    |
| 2009年（平成21年） | 131,891            | −2.3%      | 113,365            | −2.8%    |
| 2010年（平成22年） | 131,505            | −0.3%      | 113,687            | 0.3%     |
| 2011年（平成23年） | 131,622            | 0.1%       | 112,227            | −1.0%    |
| 2012年（平成24年） | 133,788            | 1.6%       | 112,565            | 0.3%     |
| 2013年（平成25年） | 136,619            | 2.1%       | 114,002            | 1.3%     |
| 2014年（平成26年） | 135,861            | −0.6%      | 113,106            | −0.8%    |
| 2015年（平成27年） | 143,629            | 5.7%       | 118,279            | 4.6%     |
| 2016年（平成28年） | 148,434            | 3.3%       | 121,147            | 2.4%     |
| 2017年（平成29年） | 150,570            | 1.4%       | 123,102            | 1.6%     |
| 2018年（平成30年） | 153,713            | 2.1%       | 123,951            | 0.7%     |

### 各年度1日平均上車人次
近年1日平均上車人次變化如下。
| 年度               | 小田急電鐵 | 相模鐵道 | JR東日本 | 來源                |
| ------------------ | ---------- | -------- | -------- | ------------------- |
| 1995年（平成07年） | 70,507     | 66,617   | 6,881    | [ 乗降データ 3 ]    |
| 1998年（平成10年） | 67,983     | 64,204   | 6,605    | [ 神奈川県統計 1 ]  |
| 1999年（平成11年） | 65,800     | 62,128   | 6,605    | [ 神奈川県統計 2 ]  |
| 2000年（平成12年） | 64,042     | 60,474   | 7,142    | [ 神奈川県統計 2 ]  |
| 2001年（平成13年） | 63,720     | 59,512   | 7,147    | [ 神奈川県統計 3 ]  |
| 2002年（平成14年） | 65,599     | 59,555   | 7,630    | [ 神奈川県統計 4 ]  |
| 2003年（平成15年） | 64,899     | 58,417   | 7,576    | [ 神奈川県統計 5 ]  |
| 2004年（平成16年） | 65,570     | 58,640   | 7,761    | [ 神奈川県統計 6 ]  |
| 2005年（平成17年） | 66,229     | 58,907   | 8,001    | [ 神奈川県統計 7 ]  |
| 2006年（平成18年） | 67,931     | 59,734   | 8,495    | [ 神奈川県統計 8 ]  |
| 2007年（平成19年） | 68,382     | 60,012   | 9,218    | [ 神奈川県統計 9 ]  |
| 2008年（平成20年） | 67,300     | 58,518   | 9,315    | [ 神奈川県統計 10 ] |
| 2009年（平成21年） | 65,850     | 56,873   | 9,251    | [ 神奈川県統計 11 ] |
| 2010年（平成22年） | 65,698     | 57,022   | 9,392    | [ 神奈川県統計 12 ] |
| 2011年（平成23年） | 65,781     | 56,259   | 9,418    | [ 神奈川県統計 13 ] |
| 2012年（平成24年） | 66,935     | 56,404   | 10,008   | [ 神奈川県統計 14 ] |
| 2013年（平成25年） | 68,383     | 57,156   | 10,561   | [ 神奈川県統計 15 ] |
| 2014年（平成26年） | 68,006     | 56,694   | 10,722   | [ 神奈川県統計 16 ] |
| 2015年（平成27年） | 71,873     | 59,276   | 11,952   | [ 神奈川県統計 17 ] |
| 2016年（平成28年） | 74,200     | 60,701   | 12,737   | [ 神奈川県統計 18 ] |
| 2017年（平成29年） |            |          | 13,405   |                     |
| 2018年（平成30年） |            |          | 14,127   |                     |
| 2019年（令和元年） |            |          | 14,307   |                     |

## 車站周邊
本站開設時，周邊皆為水田地帶。之後，距離海老名町（1971年升格為海老名市）中心聚落較近的東口側逐漸發展出站前聚落。在農地轉用的再開發帶動下，車站周邊開始發展。
作為小田急線、相鐵線往過去主要聚落的本站主要出入口東口，大型購物商場ViNA WALK於2002年4月開幕，吸引丸井海老名等130間以上的商店入駐。稍遠有永旺海老名店與SHOPPERS PLAZA海老名等商業設施、海老名市役所與海老名郵便局，接著是山田電機與Super D'station（柏青哥）、海老名大倉先鋒飯店、海老名Prime Tower，更遠的地區則有野島電器×BIC CAMERA等家電量販店。另外，車站周邊也可見許多公寓大樓林立。
日本第一座影城WARNER MYCAL CINEMAS1號劇場（現AEON CINEMA海老名）於1993年開設於永旺海老名店（原海老名SATY）。之後，2002年4月ViNA WALK的TOHO CINEMAS海老名（原VIRGIN CINEMAS）開幕。海老名因此以『電影之街』為號召，於2002年至2008年舉辦「海老名PREMIUM電影節」。另外，為了活化東口東北側的商店街，限定開放十年、以獨立餐飲店為主題的商業設施「喰之道場」於2004年9月開幕。
在東口區域的再開發下，位於站前舊停車場、融合商業設施（1〜4樓）與出租住宅的地上11層複合設施「ViNAFRONT」在2014年10月完工。2樓部分有空中行人空間通往車站大廳與ViNA WALK。
小田急線、相鐵線車站與JR線車站之間有小田急電鐵海老名電車基地、海老名市文化會館、綜合福祉會館、海老名市立中央圖書館等。JR海老名站西北側是理光技術中心與Via Mechanics等工廠與田地，呈現與東口丸全不同的面貌。現在西口與小田急〜JR之間正在進行開發，商業設施「啦啦寶都海老名」已於2015年10月開幕。

### 公園、綠地
- 海老名中央公園（日语：海老名中央公園）
- 相模三川公園（日语：相模三川公園）

### 再開發事業

#### 相鐵站北口剪票口設置與站房改建、廣場整建
相鐵線車站在尖峰時刻的擁擠人潮已常態化，因此計畫在北端設置剪票口與站房並整建站前廣場。相鐵月台上方將設置連結北口與南口的連絡通道，南側相鐵站房將重新改建。
工程由國土交通省鐵道車站綜合改善事業的「合作計畫事業」實施，事業主體為海老名市、相鐵、相關機關等組成的法定協議會，目標2020年度完工。

#### 西口與小田急、JR站房之間的再開發
本站西口地區（JR海老名站西北側）也計畫進行再開發，將以三井不動產大型商業設施「啦啦寶都海老名」為中心，規劃商業、辦公、住宅複合設施、公寓、獨棟住宅等（計畫人口3000人。2015年10月商業設施開業）。。另外，小田急與JR站房之間的區域也規畫由民間企業進行再開發。2015年8月28日。小田急發表開發計畫，將打造高層出售公寓與辦公大樓、商業設施、健身俱樂部與教育、文化等服務設施。預計2016年度動工，2025年度竣工。
海老名站西口土地區劃整理事業
海老名站西口土地區劃整理事業是要推動海老名站東西兩側的整體營造，並發展商業、業務、文化、教育等多樣機能與聚集人口。。
2013年起，在海老名站西北部擁有大型開發設施理光技術中心的理光開始參與本事業。理光除了提供該地區的太陽能發電與監視器等設備，並在2015年於扇町的啦啦寶都海老名旁開設共用工作空間與學童俱樂部、餐廳等複合設施「RICOH Future House」。
西口（JR海老名站西北側）區域
2009年6月成立「海老名站西口特定土地區劃整理準備組合」。同年9月中旬，本地區成為特定保留區域。
三井不動產與準備組合在2010年9月15日簽署優先交涉權確認書。2012年12月25日，海老名站西口土地區劃整理組合成立。中核設施「啦啦寶都海老名」於2015年10月29日開幕。
小田急與JR站房之間區域
面積約5公頃，是小田急的所有地。2015年8月28日，小田急公布本地的開發計畫，將建設有高層公寓的「住宅地區」與辦公棟、商業設施、健身房及教育、文化等服務設施的「人潮創造地區」兩地區。開發概念為「休憩、居住、培育 〜ViNA GARDENS〜」、都市設計概念採用本地地形特色，為「段丘都市」。2016年度開始動工，目標2025年度完成，地區名稱也正式定為「ViNA GARDENS（ビナガーデンズ）」。隨著再開發的進行，大字上鄉部分區域在2017年2月實施住居表示，本地町名定為惠町。
2017年4月，木造建物「Lawson ViNA GARDENS店」開幕，同年11月新自由通道連通的商業設施「TERRACE」開幕。小田急在2018年4月宣布，將在「ViNA GARDENS」旁建設「浪漫特快博物館」，目標2021年春季開幕。

## 巴士路線

#### 海老名站西口

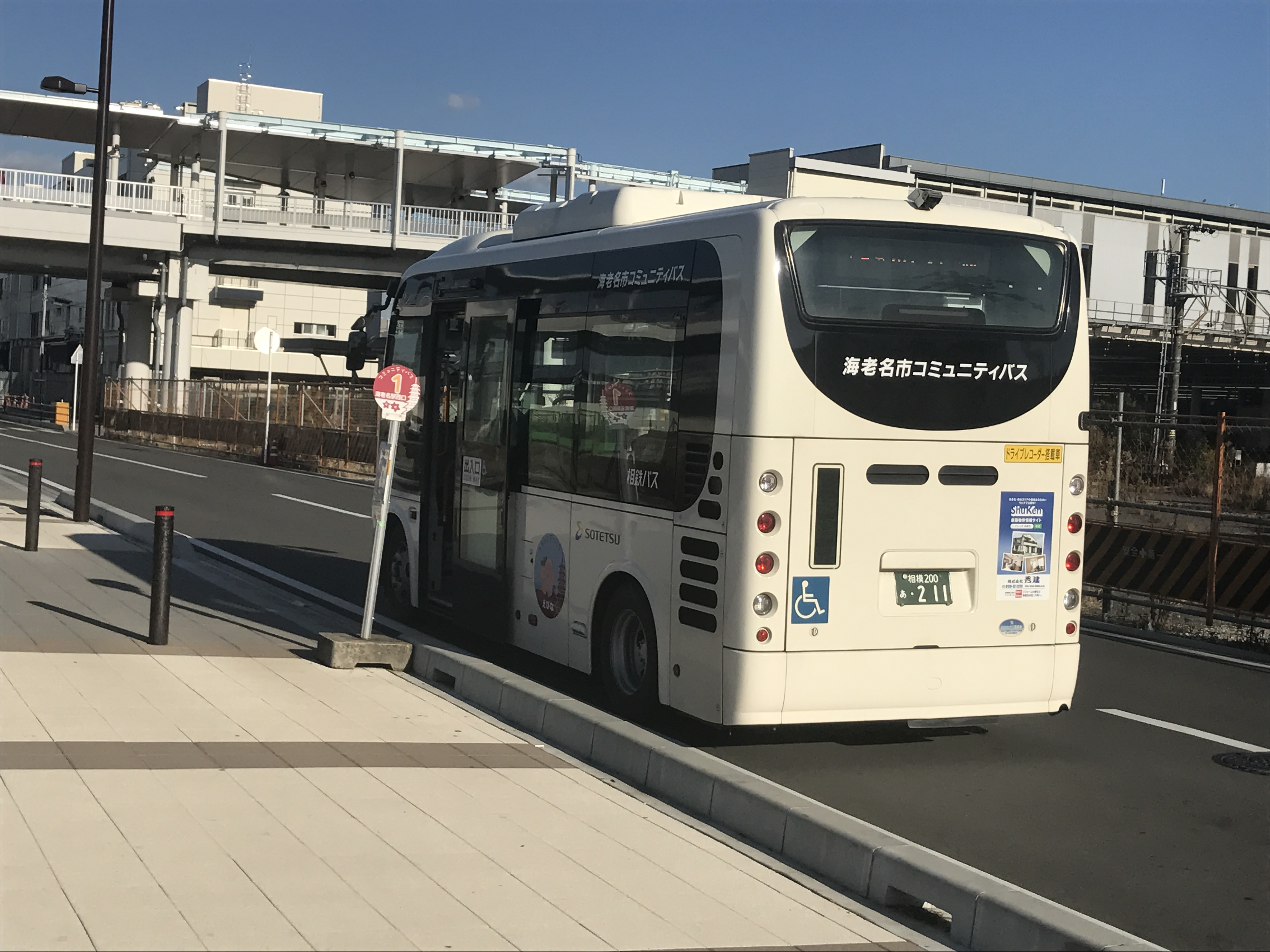
海老名站西口巴士站（站間地區）

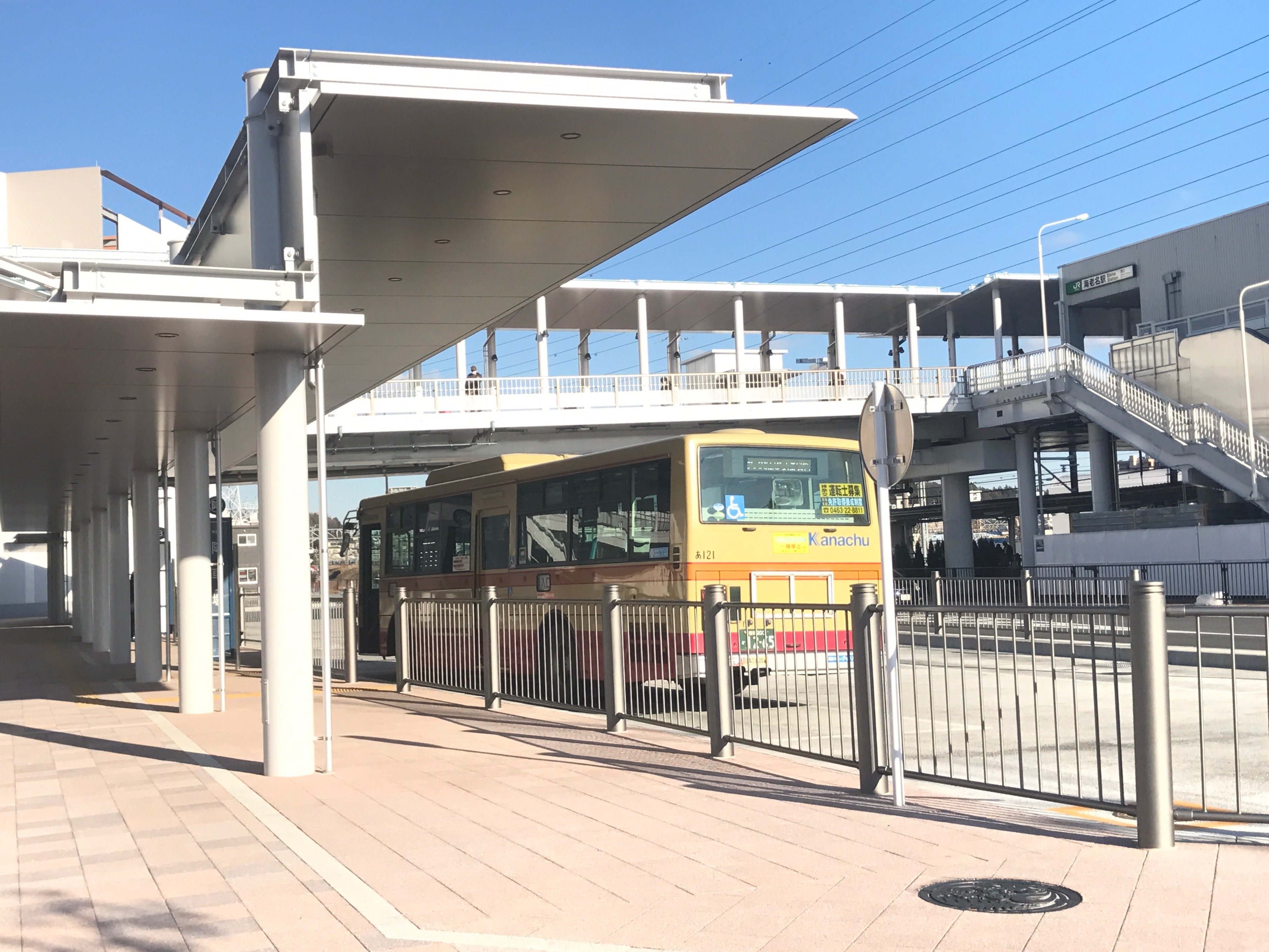
海老名站西口巴士站（啦啦寶都海老名前）

2015年10月27日起，神奈川中央交通巴士站移往JR海老名站西口，因此有兩處同名巴士站。
- JR海老名站西口
  - 海01 - 經內陸工業團地（日语：内陸工業団地）往愛川巴士中心
  - 海09 - 經櫻台往愛川巴士中心
- 站間地區
  - 海老名市社區巴士上今泉線 - 經上今泉二丁目往柏台站

### 海老名站東口
- 0號乘車處
  - 急行 - 往富士施樂（相關人士專用）
- 1號乘車處

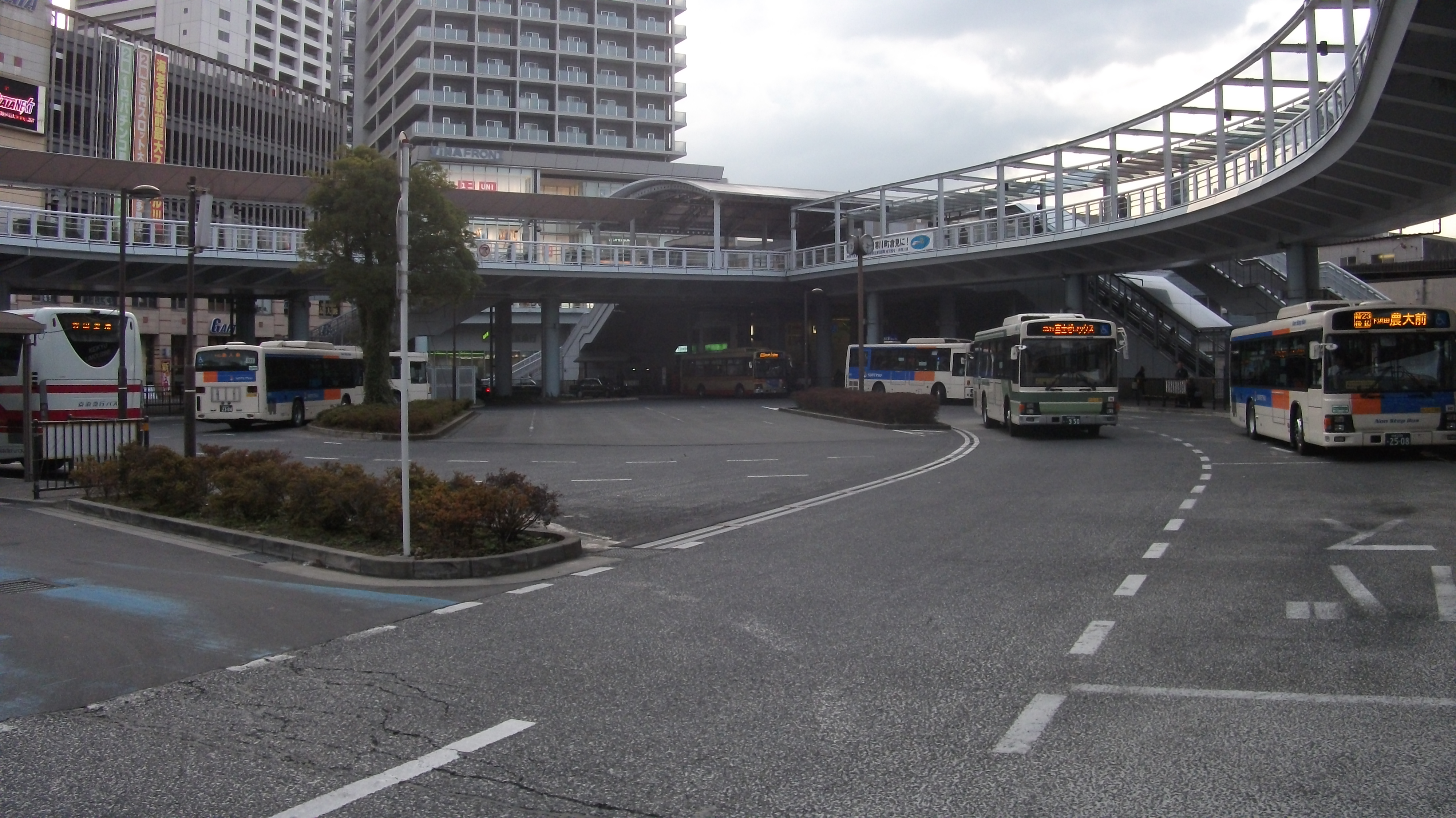
海老名站東口巴士總站

  - 利木津巴士 - 往羽田機場（前述2公司與京濱急行巴士共同運行）
- 2號乘車處（相鐵）
  - 綾31 - 經厚木尼龍（日语：アツギ）往農大（日语：神奈川県立かながわ農業アカデミー）前
  - 綾61・急行 - 往早川中央第3
  - 綾62・各停 - 往早川中央第3／往早川中央第1
  - 海老名市社區巴士（日语：海老名市コミュニティバス） 國分線 - 經伊勢山自然公園往柏台站
  - 海老名市社區巴士 大谷·杉久保線 - 經EXPASA（日语：EXPASA）海老名前往高齡者生きがい會館
  - 綾73（相鐵）・海73（神奈中） - 經東今里、十二天、寒川神社往寒川站（前述2公司共同運行）
- 3號乘車處（相鐵）
  - 綾11 - 往國分寺台第12／往吉岡芝原（日语：神奈川中央交通綾瀬営業所）
  - 綾12 - 經國分寺台第12往綾瀨市役所
  - 綾22 - 經大谷小學校（日语：海老名市立大谷小学校）、下濱田往HAMAKYOREX（日语：ハマキョウレックス）
  - 綾23 - 經大谷小學校、下濱田往農大前
- 4號乘車處（相鐵）
  - 綾41 - 經小園團地往綾瀨市役所、綾瀨車庫
  - 綾43 - 經早川往綾瀬市役所
- 5號乘車處（相鐵）
  - 綾51 - 經釜田往綾瀬市役所
  - 綾52 - 往相模大塚站南口
  - 綾53 - 經富士塚往綾瀬車庫
- 6號乘車處（神奈中）
  - 海03 - 經縣營團地入口往柏台站
  - 海08 - 經相模野站往鶴間站
  - 海10 - 經座間站、立野台往相武台前站
  - 長16 - 經厚木尼龍往長後站西口／經葛原往長後站西口
- 下車專用
  - 新宿站西口發車深夜急行巴士（往本厚木站）在本站下車（神奈中）
  - 橫濱站西口發車深夜急行巴士（往海老名站）以本站為終點（相鐵）
- 每年新年期間增開東口0號乘車處至寒川神社的臨時班次服務參拜民眾。

### 海老名站東口小圓環
位於ViNAFRONT南側。

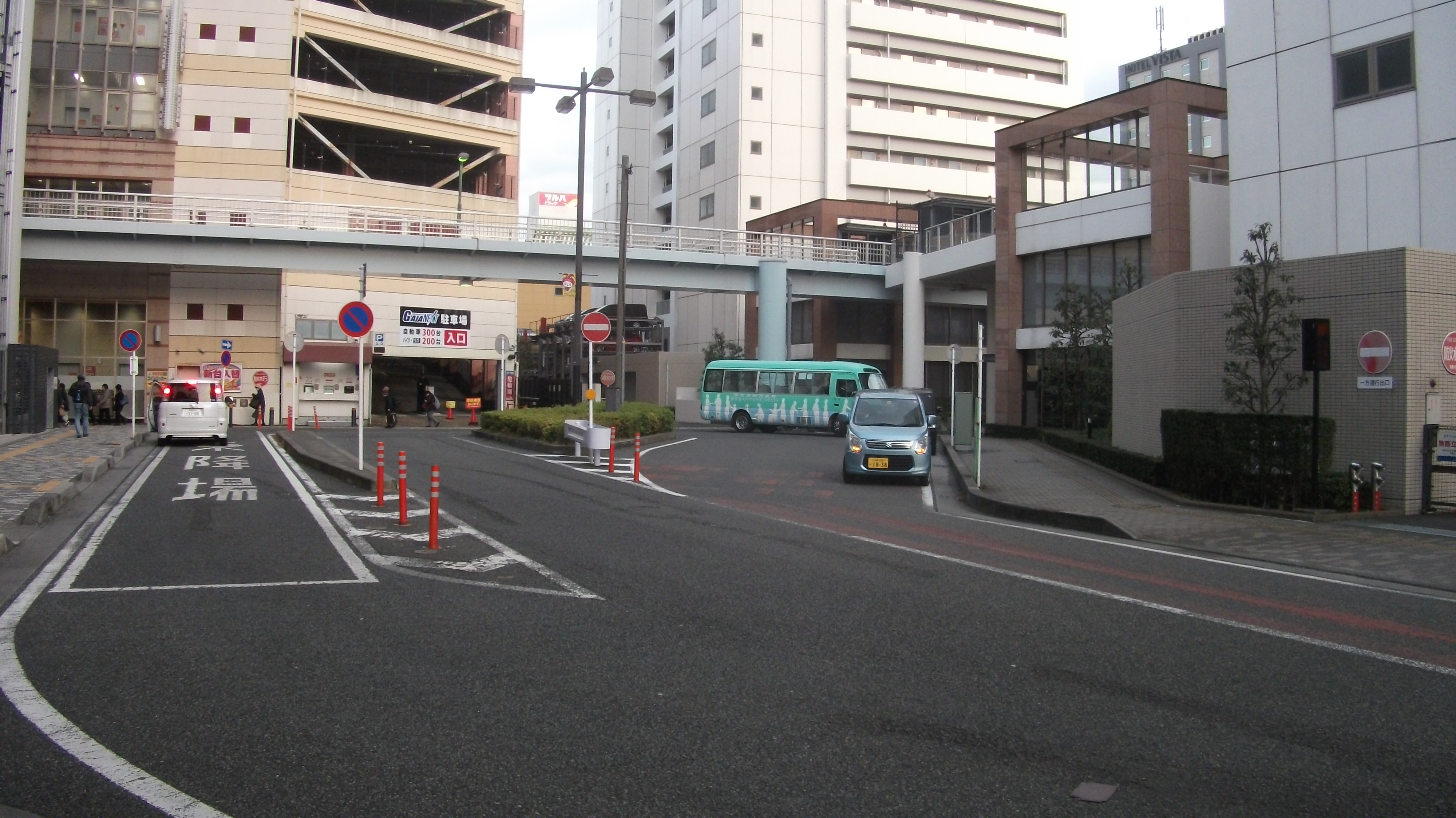
海老名站東口小圓環

是家用車使用的接送區，也是柏青哥店、公寓停車場的出入口。
- 福祉巴士 ぬくもり號（海老名市社會福祉協議會）
- 海老名綜合醫院（日语：海老名総合病院）、海老名醫學支援中心接駁巴士[27]

### BUSTLE海老名

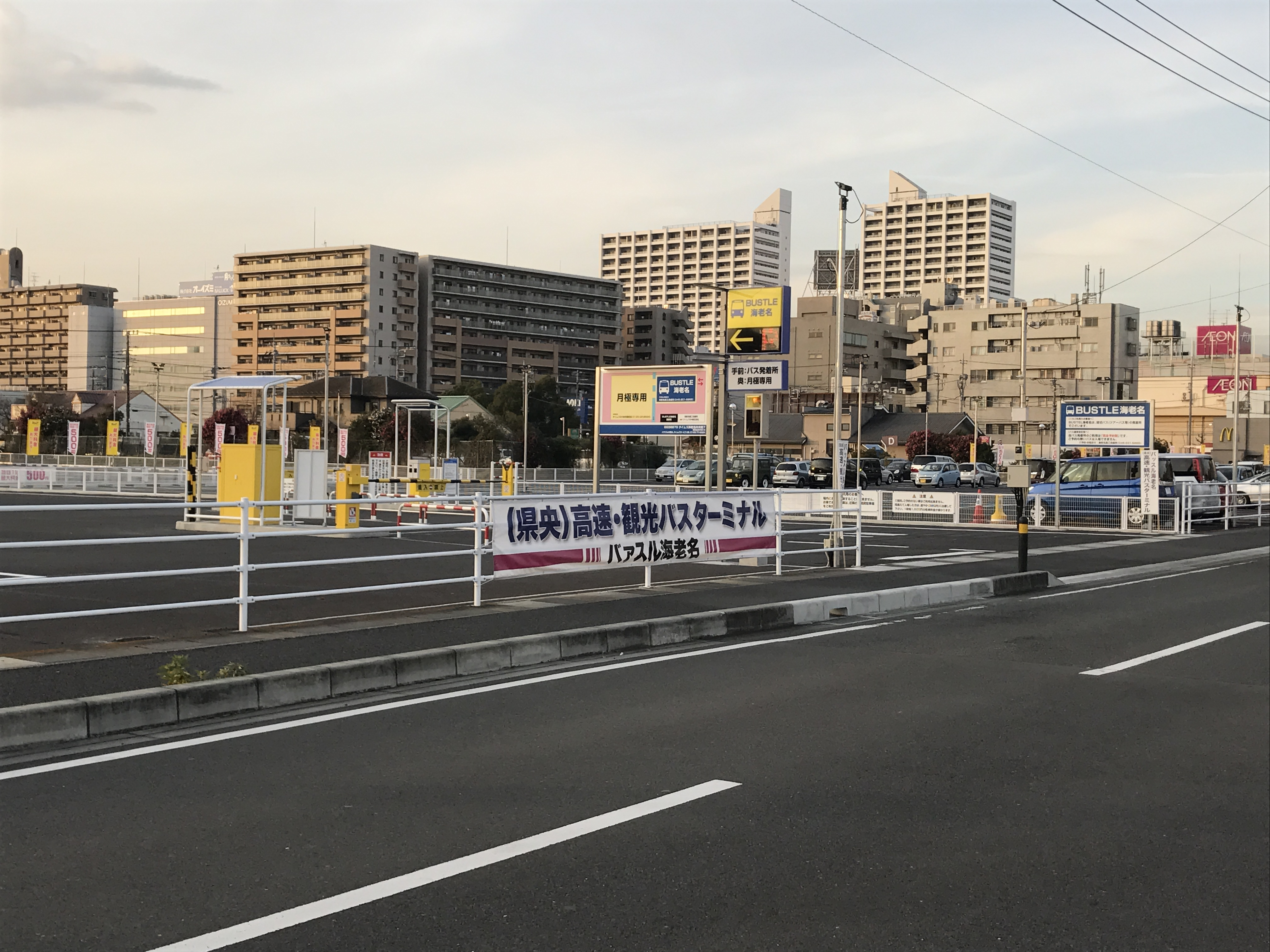
BUSTLE海老名

BUSTLE海老名是高速、觀光巴士總站。由海老名商工會議所、永旺零售、永旺海老名購物中心、Times 24、杉崎觀光巴士共同開設。
2016年10月9日啟用，高速巴士於2017年3月17日開始停靠。
- 杉崎高速巴士（杉崎觀光巴士）
  - 東京、橫濱、海老名、秦野 - 名古屋站前、金山
  - 東京、橫濱、海老名、秦野 - 大阪、鳥取
- Blue Liner（廣榮交通巴士）
  - 大宮、東京、橫濱、海老名 - 大阪
  - A便 - 大阪⇒東京、橫濱、大宮
- KIRAKIRA號（櫻交通）
  - 海老名、橫濱、Busta新宿 - 仙台、石卷
  - 海老名、橫濱、Busta新宿 - 山形、鶴岡、酒田
  - 海老名、橫濱、Busta新宿 - 長岡、新潟

### 高速巴士海老名

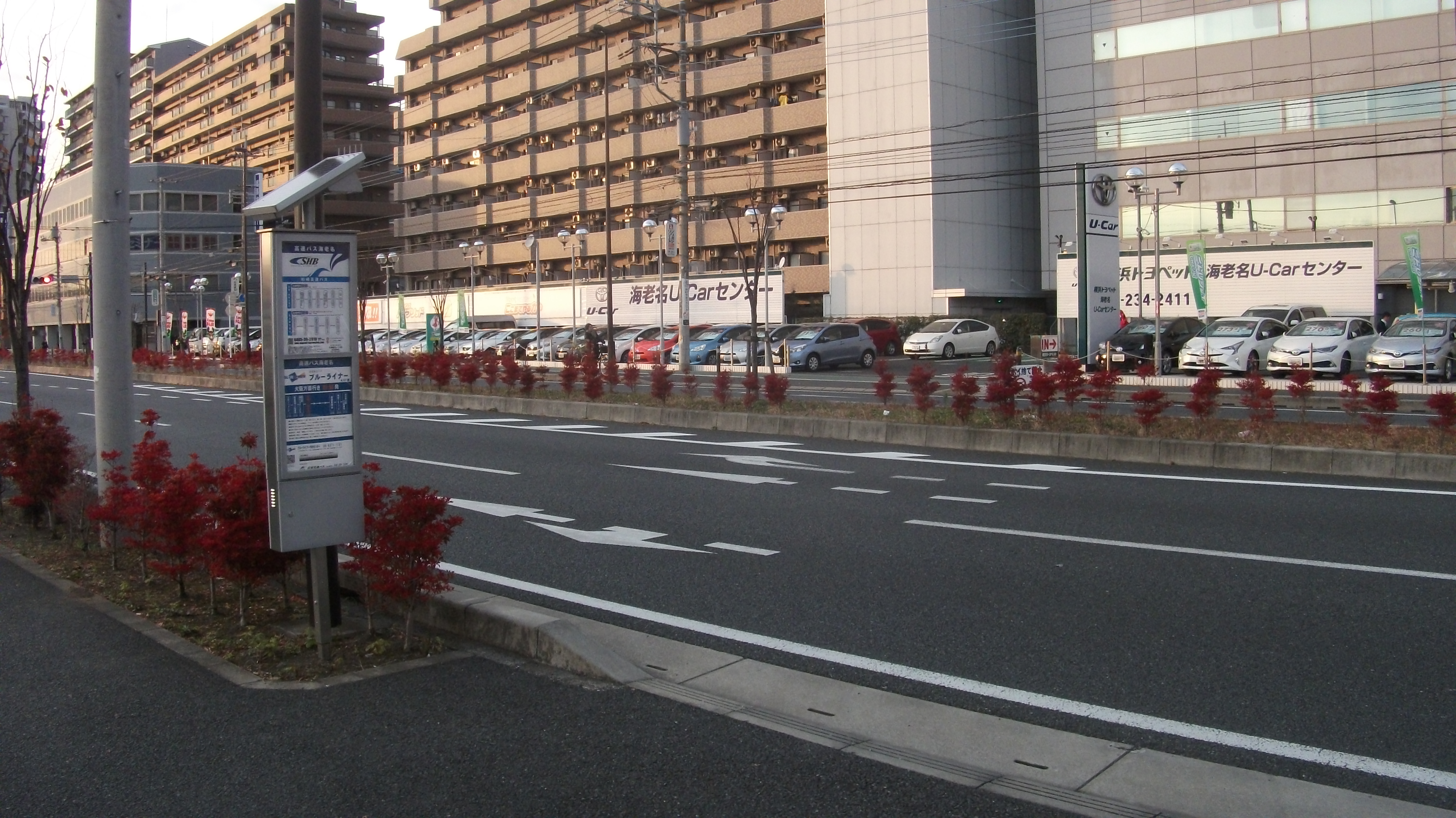
高速巴士海老名

高速共乘巴士專用。2015年1月12日啟用，2017年3月16日併入BUSTLE海老名。

### 海老名站東口企業接駁總站 (e-cat)

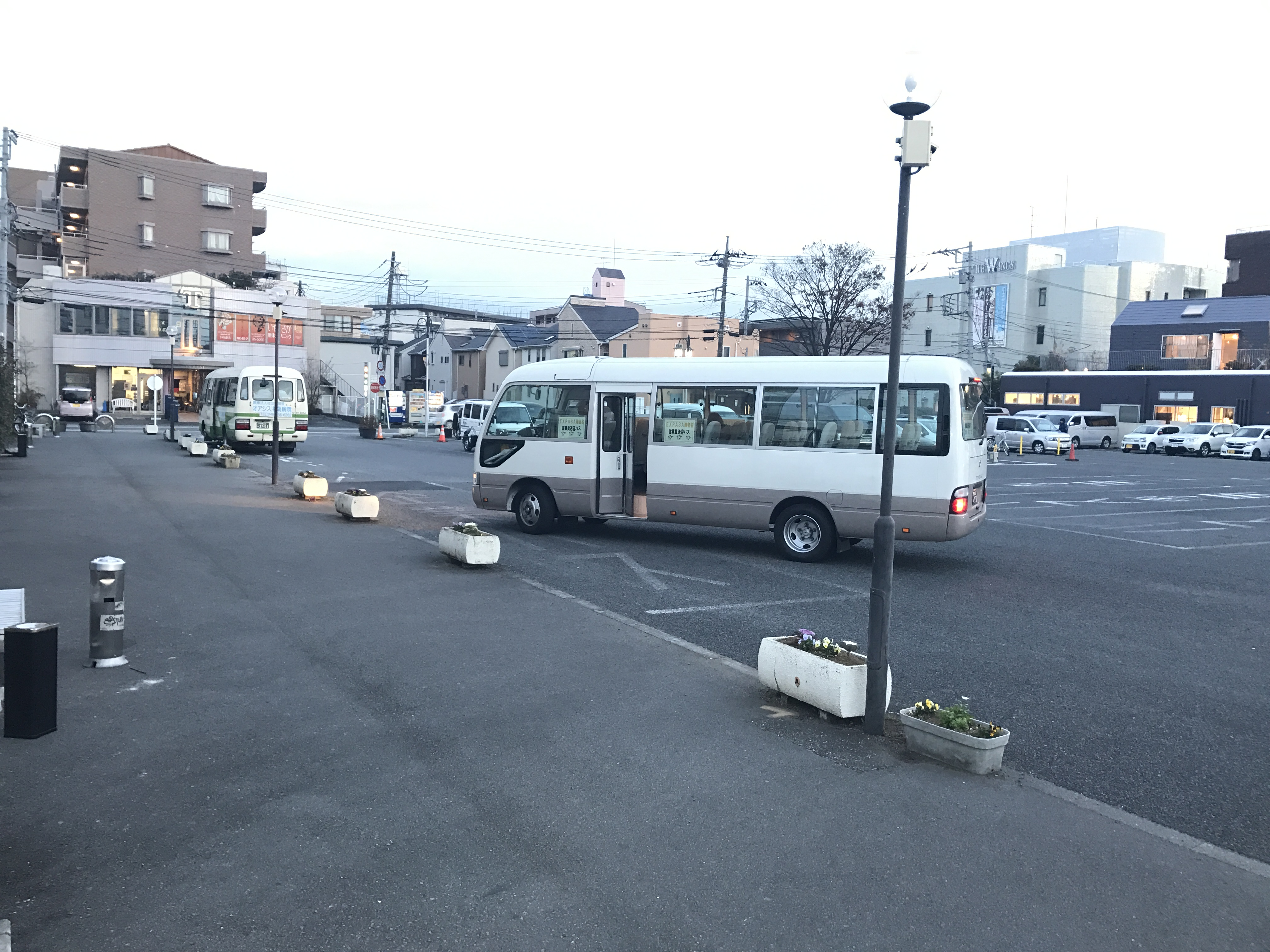
海老名站東口企業接駁總站 e-cat

主要是企業的接駁巴士使用。

## 其他

### 站名由來
車站所在地的地名為「海老名」。而「海老名」這地名是來自於這一帯海邊有巨大龍蝦（日語：海老）棲息的傳説。

### 相鐵線與小田急線直通構想
過去小田急與相鐵站房因老化等因素，規畫進行站房改建。當時的2006年4月16日，時任厚木市長與兩方召開相鐵線車站直通小田急小田原線本厚木站的研討會。相鐵側表示，不僅小田急線，與其他公司路線的相互直通將能提升便利性與沿線價值，創造出新的交通需求，是今後的研究課題。主要課題有：
1. 車輛與駕駛安全系統不相容。
2. 與小田急需要調整班表。
3. 海老名站需要大規模設備投資。

等，但相鐵最大股東小田急對此並無意願。

## 相鄰車站
小田急電鐵
 小田原線
- □特急浪漫特快「箱根」「相模」「Morningway」「Homeway」部分停車站、「Metro Morningway」「Metro Homeway」全列車停車站

■快速急行、■急行
相模大野（OH 28）－海老名（OH 32）－本厚木（OH 34）
□通勤準急、■準急、■各站停車（通勤準急僅上行、準急僅下行停車）
座間（OH 31）－海老名（OH 32）－厚木（OH 33）
 相模鐵道
 本線
■特急
大和（SO14）－海老名（SO18）
■急行、■快速、■各停（急行於二俁川、快速於鶴峰以前是各站停車）
柏台（SO17）－（相模國分信號所） - 海老名（SO18）
東日本旅客鐵道
■相模線
厚木－海老名－入谷

### 來源
JR、私鐵1日平均使用人數
1. ↑  1日平均乗降人員 （页面存档备份，存于） - 小田急電鉄
2. ↑  1日平均各駅乗降人員PDF - 相模鉄道
3. ↑  各駅の乗車人員 （页面存档备份，存于） - JR東日本

JR東日本2000年度以後上車人次
1. ↑  各駅の乗車人員（2000年度） （页面存档备份，存于） - JR東日本
2. ↑  各駅の乗車人員（2001年度） （页面存档备份，存于） - JR東日本
3. ↑  各駅の乗車人員（2002年度） （页面存档备份，存于） - JR東日本
4. ↑  各駅の乗車人員（2003年度） （页面存档备份，存于） - JR東日本
5. ↑  各駅の乗車人員（2004年度） （页面存档备份，存于） - JR東日本
6. ↑  各駅の乗車人員（2005年度） （页面存档备份，存于） - JR東日本
7. ↑  各駅の乗車人員（2006年度） （页面存档备份，存于） - JR東日本
8. ↑  各駅の乗車人員（2007年度） （页面存档备份，存于） - JR東日本
9. ↑  各駅の乗車人員（2008年度） （页面存档备份，存于） - JR東日本
10. ↑  各駅の乗車人員（2009年度） （页面存档备份，存于） - JR東日本
11. ↑  各駅の乗車人員（2010年度） （页面存档备份，存于） - JR東日本
12. ↑  各駅の乗車人員（2011年度） （页面存档备份，存于） - JR東日本
13. ↑  各駅の乗車人員（2012年度） （页面存档备份，存于） - JR東日本
14. ↑  各駅の乗車人員（2013年度） （页面存档备份，存于） - JR東日本
15. ↑  各駅の乗車人員（2014年度） （页面存档备份，存于） - JR東日本
16. ↑  各駅の乗車人員（2015年度） （页面存档备份，存于） - JR東日本
17. ↑  各駅の乗車人員（2016年度） （页面存档备份，存于） - JR東日本
18. ↑  各駅の乗車人員（2017年度） （页面存档备份，存于） - JR東日本
19. ↑  各駅の乗車人員（2018年度） （页面存档备份，存于） - JR東日本
20. ↑  各駅の乗車人員（2019年度） （页面存档备份，存于） - JR東日本

JR、私鐵的統計資料
1. ↑  各種報告書 （页面存档备份，存于） - 関東交通広告協議会
2. ↑  統計えびな （页面存档备份，存于） - 海老名市
3. ↑   (PDF).   [2017-06-21]. （原始内容 (PDF)存档于2017-08-01）.

神奈川縣縣勢要覽
1. ↑  平成12年
2. 1 2  平成13年PDF
3. ↑  平成14年PDF
4. ↑  平成15年PDF
5. ↑  平成16年PDF
6. ↑  平成17年PDF
7. ↑  平成18年PDF
8. ↑  平成19年PDF
9. ↑  平成20年PDF
10. ↑  平成21年PDF
11. ↑  平成22年PDF
12. ↑  平成23年PDF
13. ↑  平成24年PDF
14. ↑  平成25年PDF
15. ↑  平成26年PDF
16. ↑  平成27年PDF
17. ↑  平成28年PDF
18. ↑  平成29年PDF

## 外部連結
- 海老名 - 小田急電鐵
- 海老名 - 相模鐵道
- 車站資訊（海老名）：東日本旅客鐵道